# Тішков Юрій Михайлович
Ю́рій Миха́йлович Тішко́в  (нар. 28 вересня 1948) — генерал-майор, кандидат технічних наук (1990); директор Державного авіаційного науково-випробувального центру Збройних сил України (з 06.2006).

## Життєпис
Народився 28 вересня 1948 (колгосп ім. Калініна, Ілійський район, Алма-Атинська область, Казахстан); росіянин.
Дружина Ольга Іванівна (1946) — домогосподарка, пенсіонер; син Сергій (1971) — с.н.п.; дочка Ольга (1978) — військовослужбовець ПС ЗС України.
Освіта: Сизранське вище військове авіаційне училище льотчиків (1968—1972).
З 03.2006 кандидат в народні депутати України від ППСУ, № 27 в списку. На час виборів: начальник Державного авіаційного науково-випробувального центру ЗС України, безпартійний.
01.-10.1967 — прохідник-підривник, рудник «Любов» Читинської обл.
01.-07.1968 — підземний майстер ВТК, шахта «Північна», м. Таш-Кумир.
08.1968-12.1972 — курсант, Сизранське вище військове авіаційне училище льотчиків.
12.1972-12.1973 — льотчик-штурман, в/ч 29666.
12.1973-07.1979 — льотчик-штурман-випробувач, в/ч 54817.
07.1979-08.80 — слухач, Центр підготовки льотчиків-випробувачів 8 ДНДІ ВПС ім. В. П. Чкалова.
08.1980-08.1982 — льотчик-випробувач,
08.1982-01.1990 — заступник командира випробувальної авіаескадрильї — старший льотчик-випробувач,
01.1990-03.1993 — командир авіаескадрильї — старший льотчик-випробувач, в/ч 36851 «А».
03.-10.1993 — заступник командира полку — старший льотчик-випробувач, в/ч А0207.
03.1993-09.1998 — заступник начальника — начальник льотної служби (старший льотчик-випробувач),
09.1998-06.2006 — начальник, Державного авіаційного науково-випробувального центру ЗС України.
Академік Академії технологічних наук України.

## Нагороди
- Заслужений льотчик-випробувач СРСР (08.1991).
- Орден Червоної Зірки (02.1986).
- Герой України (з врученням ордена «Золота Зірка», 21.08.2001).